# 利奥五世 (拜占庭)
亚美尼亚人利奥五世（希臘語：Λέων Ε΄ ὁ Ἀρμένιος，Leōn V ho Armenios，775年—820年12月25日），拜占庭皇帝（813年—820年在位）。813年，利奥五世通过军事政变成为帝国统治者，米海尔一世被废黜，他又恢复了圣像破坏运动，是为破坏圣像运动之第二阶段。

## 早年经历
利奥五世的父亲是亚美尼亚王室家族出身的巴尔达斯，按照耶尼修斯的记载，其是叙利亚人和亚美尼亚人的混血。
约788年，为了逃离穆斯林的迫害，利奥五世的父母随5万亚美尼亚人逃至拜占庭帝国境内，他的父亲在安纳托利亚军区名为皮德拉（Pidra）的村庄获得了大量的军事地产，利奥五世亦在此成长，且得到了良好的教育，并于90年代应召加入安纳托利亚军区。
802年，时任皇帝尼基弗鲁斯一世任命巴尔达尼斯（Bardanes Turcus）为小亚细亚五大军区总指挥官，而后者对利奥五世颇为赏识，将其擢升为自己的私人卫兵，并将自己的女儿巴卡（Baeqa）许配给他，将自己的另一个女儿许配给未来的皇帝米海尔二世，致使结为连襟。
因803年巴尔达尼斯（Bardanes Turcus）与尼基弗鲁斯一世争位期间支持后者，而受到後者的赏识，並獲任命为安纳托利亚军区司令。811年升为亚美尼亚军区最高军事指挥官将军。不久即受阿拉伯人突袭，被掠走大量军饷及士兵，利奥五世因此被免职流放。米海尔一世继位后，随即被召回并获得晋升，被任命为安拉托利亚军区将军。
813年，拜占庭帝国与保加利亚发生冲突，而他在維斯尼其亞戰爭中擔任主將，當時發生了日蝕，當是被解釋為將會有災難發生，利奧五世，拜占庭皇帝米海爾一世和另一位主將約翰·阿普雷克斯到了戰場後因三人內部意見的問題而一直沒有出兵，直到約翰在未經米海爾一世的允許而率先出兵，但其餘兩人卻未派兵支援，而且利奧似乎被克魯姆買通，約翰就因此戰死沙場，利奧和米海爾一世的軍隊被擊潰。另有一种说法认为，米海尔一世率军遭溃败后，利奥五世独自带兵袭击保加利亚军队，因作战勇敢，大获全胜而在军队中声望大振。兩人之後回到君士坦丁堡，不久利奧便逼迫米海爾一世廢位，自立為利奧五世。

## 生平
由于保加利亚的克鲁姆从陆上封锁了君士坦丁堡，利奥五世继承了一个岌岌可危的局面。他主动提出亲自与入侵者谈判，并试图让对手在一次伏击中毙命。这个计谋并没有奏效。尽管克鲁姆放弃了对首都的围攻，他还是占领了阿德里安堡和阿卡狄奥波利斯（吕莱布尔加兹）并使其无人居住。当克鲁姆于公元814年春去世时，利奥五世在梅森布里亚(内塞巴尔)周边击败了保加利亚人，并于815年迫使其繼任者奥莫尔塔格簽署了30年和约。东部边境因阿拔斯王朝在哈里发哈伦·拉希德于809年死后陷入内战而暂时和平。
在克鲁姆劫掠色雷斯地区的时候，利奥五世由于不喜欢妻子巴卡，为了离婚对其冠以通奸的罪名，娶了亚美尼亚贵族阿萨贝尔 ( Arsaber ) 的女儿，备受尊敬的狄奥多西为妻，并将其加冕为皇后，将她的第一个儿子，十岁的辛巴提奥斯 (Symbatios)加冕为共治皇帝，改名为君士坦丁，用这种方式来和8世纪在军事上取得成功的破坏圣像皇帝利奥三世和君士坦丁五世联系起来，以证明其正确。
利奥五世认为他的前任的圣像崇拜政策导致了和保加利亚人和阿拉伯人作战的失败，于是在815年3月，利奥五世罢免了东正教大教长尼基弗鲁斯，4月1日任命了君士坦丁五世的女婿塞奥多图斯（Theodotos I of Constantinople）为新教长。随后召开宗教大会，会议批判了第二次尼西亚公会议，重新确认751年毁坏圣像的决议。皇帝采取相当温和的反圣像政策，没收圣像和修道院的财产，比如富有的斯图迪奥斯修道院，他流放了其颇具影响力的圣像崇拜者、修道院院长“学者”西奥多尔。但他也迫害保罗派。
利奥五世从他的战友中任命了能干的军事指挥官，包括阿莫里人米海尔和斯拉夫人托马斯。
当利奥因涉嫌阴谋而囚禁米海尔时，后者于公元820年的圣诞夜在圣斯蒂芬宫教堂组织了对其的刺杀。当时利奥五世正在参加晨祷仪式，这时一群伪装成修道士的刺客突然脱掉长袍，并拔出了利刃。在昏暗的灯光下，他们把主持仪式的神父误认为是皇帝，在一片混乱中，利奥五世从祭坛上抓起一个十字架，作为自己的防身武器。他叫来了他的卫兵，但是那些同谋者已经把门锁上了，不一会，他的胳膊就被砍断，最后被碎尸万段。他的遗体被毫不客气地抛在雪地里。利奥五世的家人被流放到王子群岛的修道院，他的4个儿子被阉割，其中一人在手术中死亡。
在利奥五世之后的几位皇帝也基本延续了他的宗教政策，继续破坏圣像运动。

## 子女
所有已知的利奥五世的孩子习惯上都被认为是和他的妻子狄奥多西的子女，她是贵族阿萨伯的女儿。吉纳希斯记录了有四个儿子：
辛巴留斯，后改名为君士坦丁，公元814年至820年为共治皇帝。在他父亲被暗杀后被阉割和流放。
巴西尔，在他父亲被遇刺后被阉割和流放。他于847年仍健在，据记载他曾支持君士坦丁堡大牧首依纳爵一世的当选。
格列高利，在他父亲被遇刺后被阉割和流放。他于847年仍健在，据记载他曾支持君士坦丁堡大牧首依纳爵一世的当选。
狄奥多西（死于820年）。他被阉割后不久就去世了。
皇帝是否有个女儿的一直是被争论不休的话题。有人提出了一个暂定名称“安娜”。